# Gavurkale
Koordinaten: 39° 31′ 53″ N, 32° 33′ 32″ O

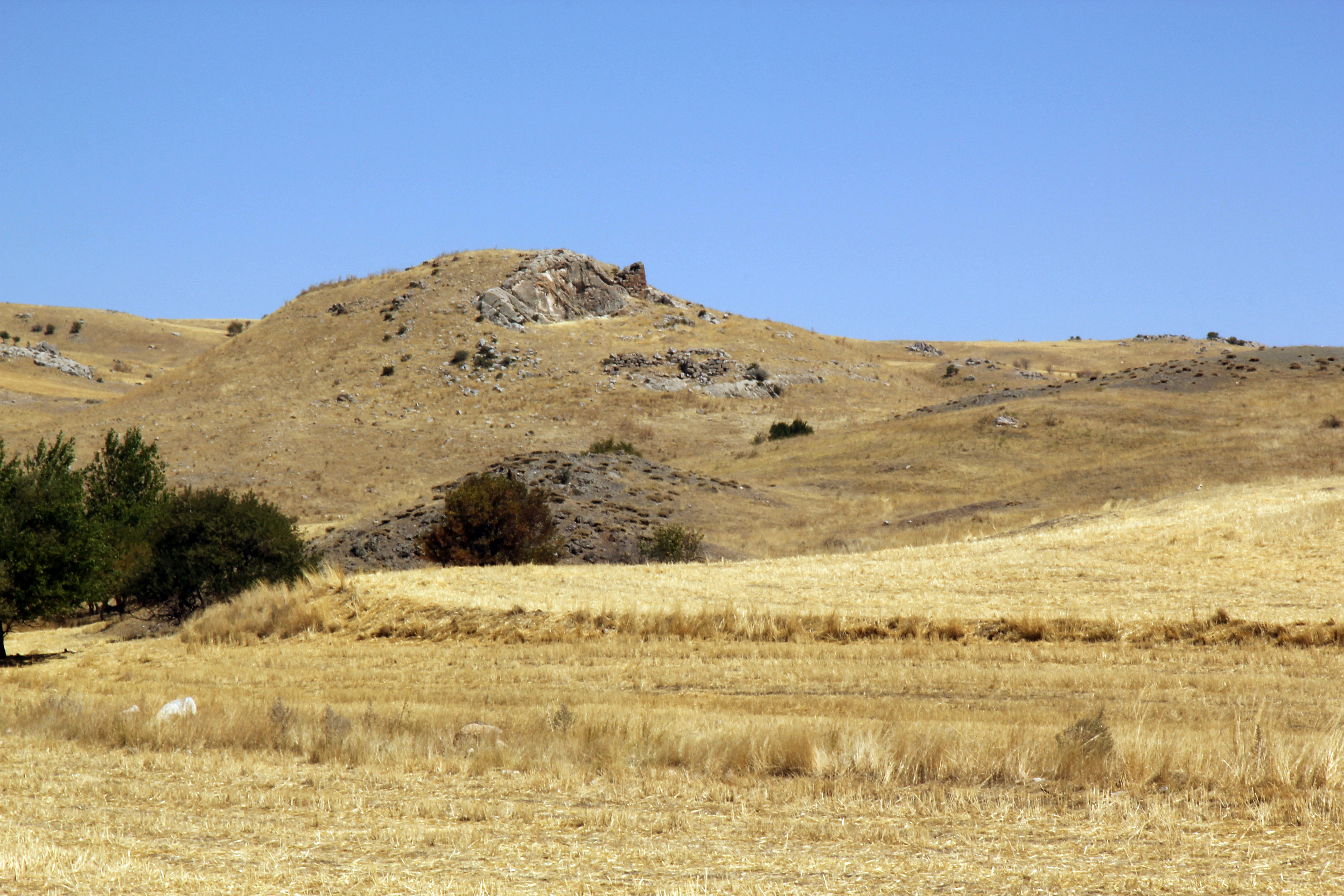
Gavurkale

Gavurkale, auch Gavur Kalesi (türkisch für Burg der Ungläubigen) ist der Name eines Hügels in Zentralanatolien, auf dem ein hethitisches Felsrelief sowie Architekturreste aus verschiedenen Perioden gefunden wurden.
Gavurkale befindet sich 60 Kilometer südwestlich von Ankara, etwa zwei Kilometer nordwestlich des Dorfes Dereköy im Landkreis Haymana. Der Hügel liegt auf einer Höhe von etwa 1150 Metern über dem Meeresspiegel und erhebt sich 60 Meter über die Umgebung.

## Reliefs
Den Gipfel des Hügels bildet ein künstliches Plateau von etwa 35 × 37 Metern, dessen Südseite eine etwa zwölf Meter hohe, steil abfallende Felswand darstellt. In diese Wand sind die Figuren von drei Gottheiten eingemeißelt. Rechts sind zwei männliche Götter von 3,40 beziehungsweise 3,65 Metern Höhe zu sehen. Sie sind acht bis zwölf Zentimeter aus dem Fels herausgearbeitet und in schlechtem Erhaltungszustand. Die beiden Personen tragen die bekannten Schnabelschuhe und den kurzen gewickelten Rock der hethitischen Krieger. Am Rock sind eingeritzte Ziersäume vorn und unten zu erkennen. Darüber wird ein Schwert getragen, dessen sichelförmiger Griff nach vorn über den Rock ragt und plastisch hervorsteht. Die Scheide über dem Körper ist lediglich eingeritzt und kreuzt sich – fehlerhaft – mit dem Saum des Rockes. Der linke Arm ist angewinkelt, die Hand vor der Brust, während der rechte Arm im Grußgestus nach vorn hochgehalten wird. Die Kopfbekleidung besteht aus dem für Götter charakteristischen Spitzhut, der vorn und hinten mit Hörnern verziert ist. Deren Anzahl ist durch die starke Verwitterung nicht mehr mit Sicherheit feststellbar. Die linke Figur ist bartlos, die rechte trägt einen Bart, wahrscheinlich einen geflochtenen Zeremonialbart. Beim rechten Gott ist hinter dem linken Ellenbogen das Ende eines langen Haarzopfes zu erkennen.
Links der beiden monumentalen Götter ist, getrennt durch einen fast senkrechten Spalt, in etwa 3,20 Metern Höhe, und damit 2,40 Meter höher als die beiden männlichen Gestalten, eine sitzende weibliche Gottheit zu sehen. Ihre Höhe beträgt 2,40 Meter, das Relief ist nur in Umrissen ausgearbeitet. Sie sitzt auf einem Thron, der lediglich durch eine eingeritzte Winkellinie dargestellt wird. Die Figur trägt ein langes Gewand, auf dem Kopf eine seitlich abgebildete Radhaube. Von dort hängt ein Zopf oder Schleier über den Rücken herunter. Die beiden Arme sind nach vorn gestreckt, einer hält ein Gefäß, der andere das Heilssymbol. All diese Merkmale weisen die Figur als Göttin aus. Die Interpretation der Kopfbedeckung als Spitzmütze und damit der Figur als männliche Gottheit wird unter anderem von Kay Kohlmeyer auf Grund der Proportionen und des Fehlens von Hörnern abgelehnt.
Links der sitzenden Göttin, im gleichen Abstand wie die Götterreliefs, findet sich in der Felswand eine geglättete Nische von etwa 6 × 4 Metern. Ihre Funktion kann nur vermutet werden. Kohlmeyer schlägt vor, dass sie entweder weitere, später entfernte Reliefs enthielt oder für die Aufnahme von beweglichen Götterbildern bestimmt war. Davor ist, ebenso wie bei den Bildern der männlichen Gottheiten, eine aus dem Fels gehauene Bank zu erkennen. Durch Vergleiche mit dem Felsheiligtum von Yazılıkaya, vor dessen Reliefs ähnliche Bearbeitungen sichtbar sind, kann man annehmen, dass sie für kultische Handlungen, etwa die Ablage von Opfern, gedacht war.
Da den Reliefs jegliche Beischriften fehlen, sind die Versuche, die Götter zu identifizieren, nur spekulativ. Durch stilistische Vergleiche sowie auf Grund der Art des zugehörigen Mauerwerks können die Reliefs jedoch sicher in die Zeit des hethitischen Großreichs (ca. 1350–1200 v. Chr.) datiert werden.

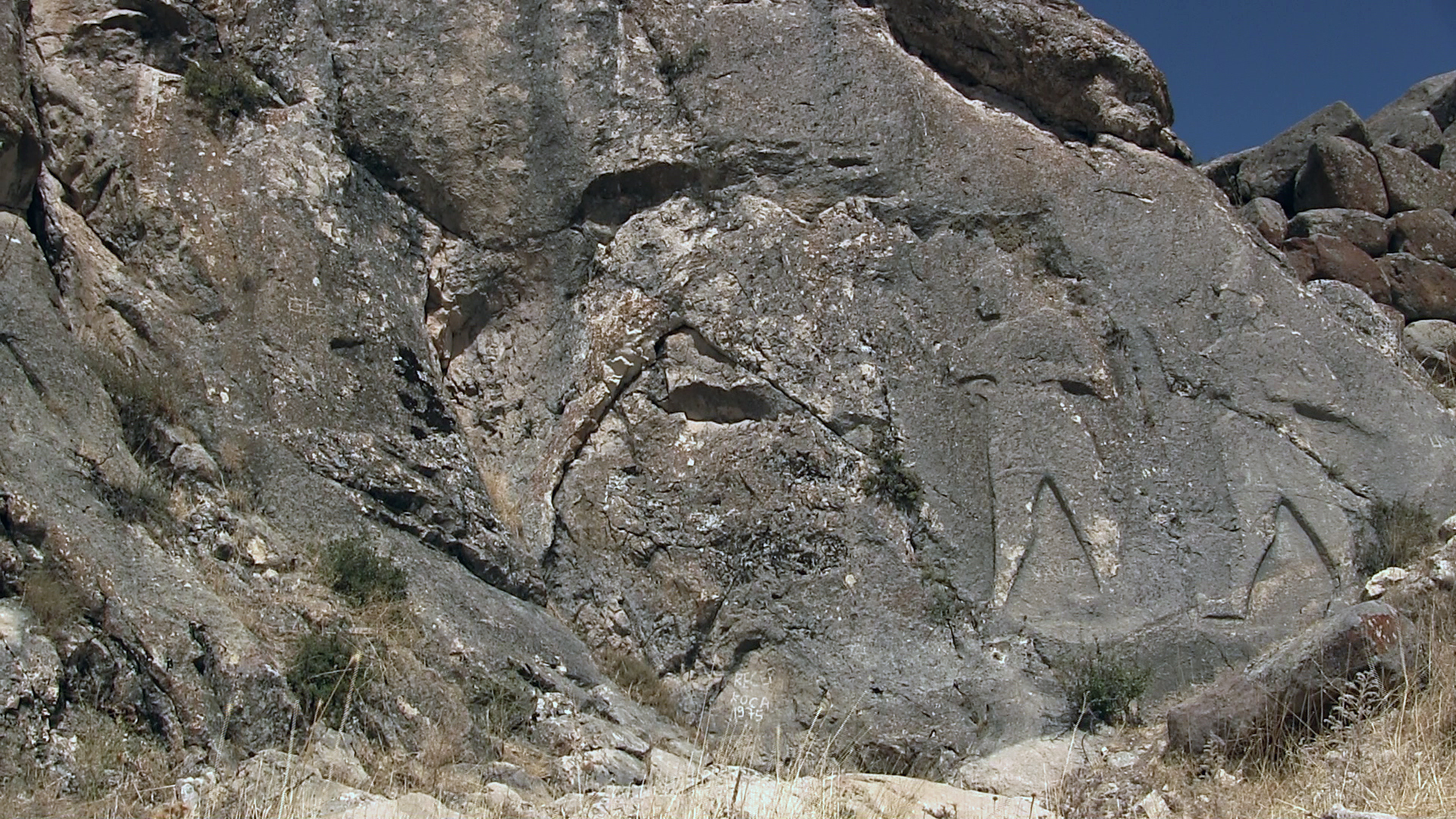
Reliefs
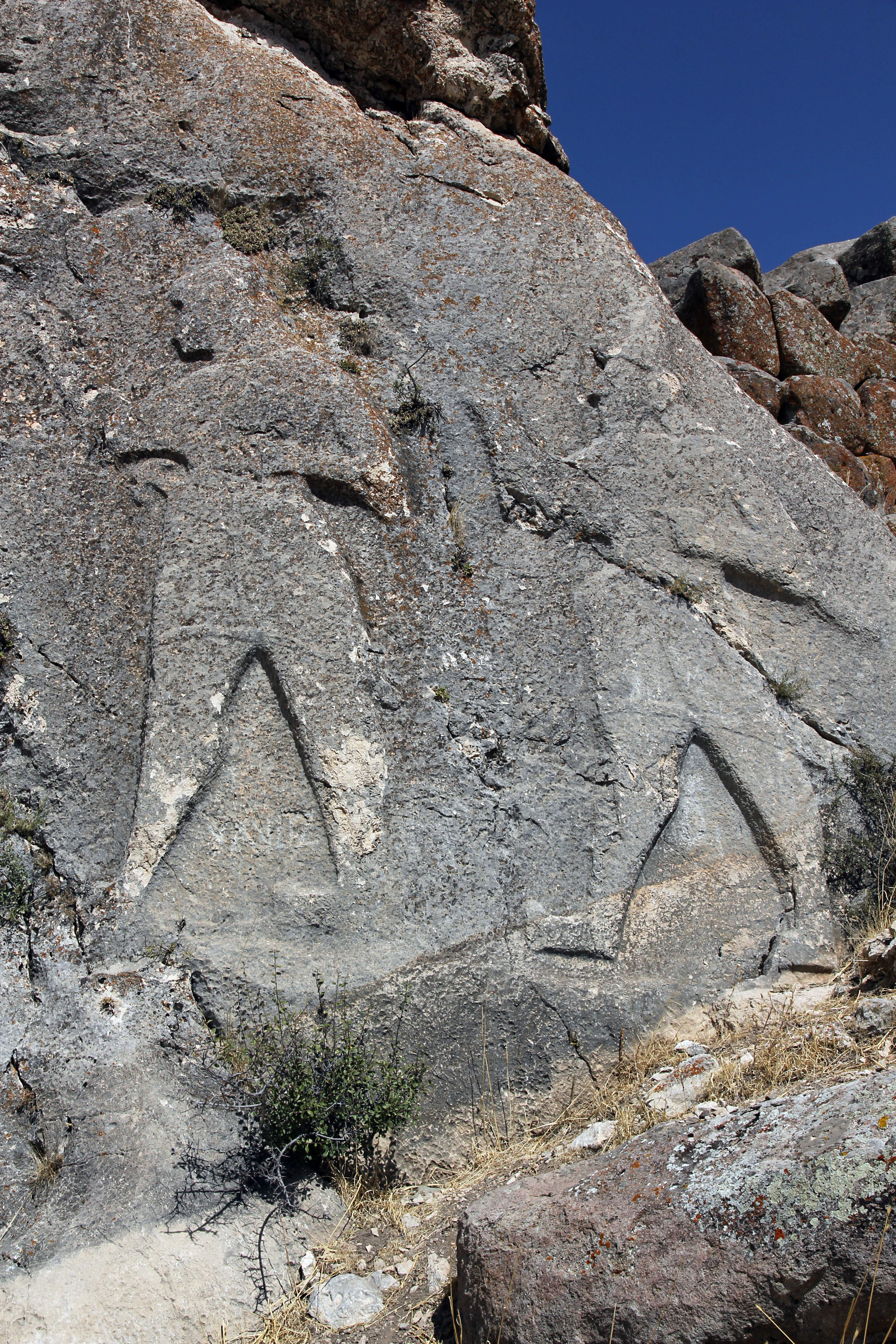
Männliche Götter
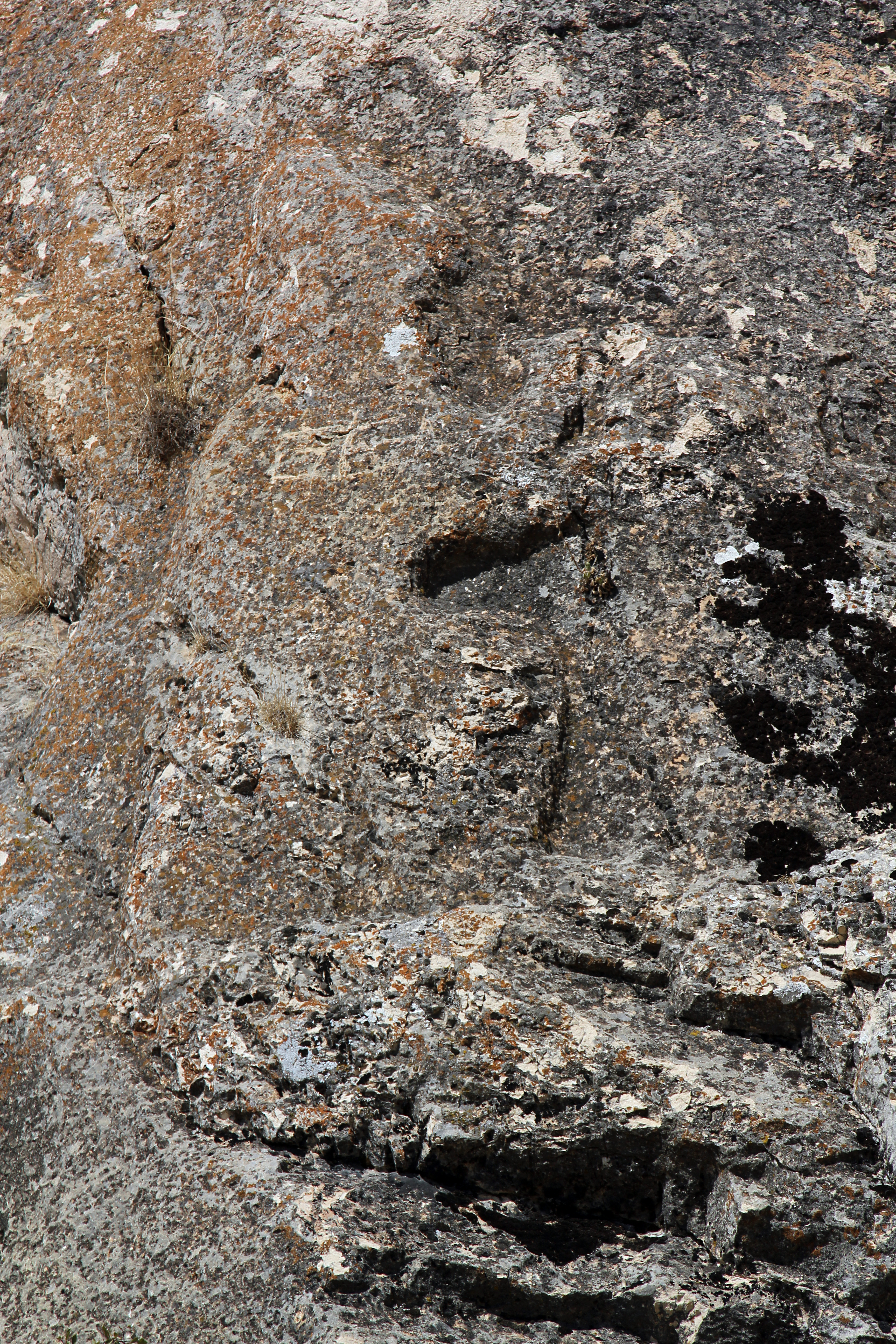
Sitzende Göttin
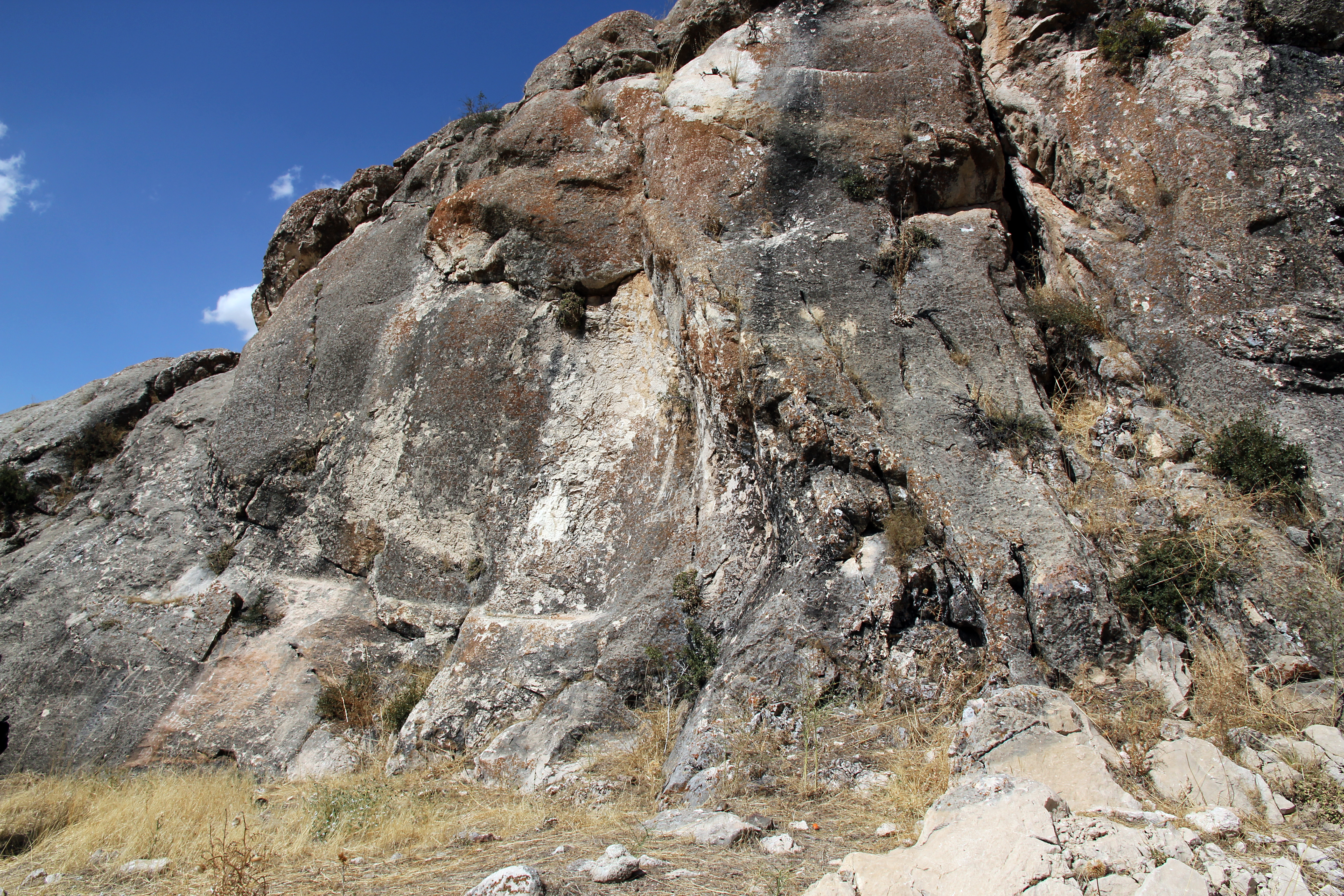
Leere Nische, rechts oben die Göttin

## Architektur
Die Plattform auf dem Hügel, deren Südseite die Reliefwand bildet, wird in annähernd rechteckiger Form von Mauern begrenzt oder gestützt. Sie sind in einer Mischung von zyklopischen Quadern und polygonalen Blöcken mit dichtem Fugenschluss erstellt, was die Datierung in die hethitische Großreichszeit als sicher erscheinen lässt. Am südwestlichen Abhang unterhalb der Bildwand finden sich Mauerreste, die nach der Einschätzung von Hans Henning von der Osten, dem ersten Ausgräber des Gavurkale (1930), einen Prozessionsweg in drei Terrassen stützten. Weiter südlich, etwa 35 Meter von den Reliefs entfernt, wurden die Fundamente eines rechteckigen Raumes, vielleicht eines Turms, mit anschließenden Mauern gefunden.
In der Nordwand des Gipfelplateaus ist eine rechteckige Kammer mit falschem Gewölbe und Innenmaßen von 3,00 × 4,65 Metern erhalten. Den Eingang bildet eine Öffnung von 1,10 × 1,75 Metern an der Nordseite. Das ursprüngliche Innere der Kammer lässt sich nicht mehr rekonstruieren, sie wurde, vermutlich in phrygischer Zeit, zu einem Durchgang auf die Oberfläche des Gipfelplateaus umgebaut. Dabei wurde die Südwand der Kammer durchbrochen und eine Treppe eingebaut. Auch der Türanschlag und das Riegelloch im Eingang sind wahrscheinlich erst in dieser Umbauphase entstanden, da andernfalls die nur von innen zu verschließende Kammer einen zweiten Eingang hätte haben müssen. Nach einer Deutung des türkischen Archäologen Ekrem Akurgal, deren Nachweis allerdings angezweifelt wird, hat sich die Bezeichnung Grabkammer für den Raum eingebürgert. Weitere Mauerreste an allen Hängen des Hügels werden allgemein als phrygische Befestigungsmauern mit Türmen angesehen. Die Grabungen des dänischen Archäologen Stephen Lumsden in den 1990er-Jahren förderten noch eine große Anzahl davon zutage, ebenfalls zahlreiche weit verstreute Architekturfragmente, die der hethitischen Struktur auf und um den Gipfel zuzuordnen sind. Diese war demnach wohl umfangreicher und komplexer als von der Osten angenommen hatte. Spuren einer Siedlung, aus hethitischer oder phrygischer Zeit, sind allerdings noch nicht gefunden worden. Spärliche Kleinfunde aus römischer und byzantinischer Zeit weisen auf eine spätere Nutzung hin.

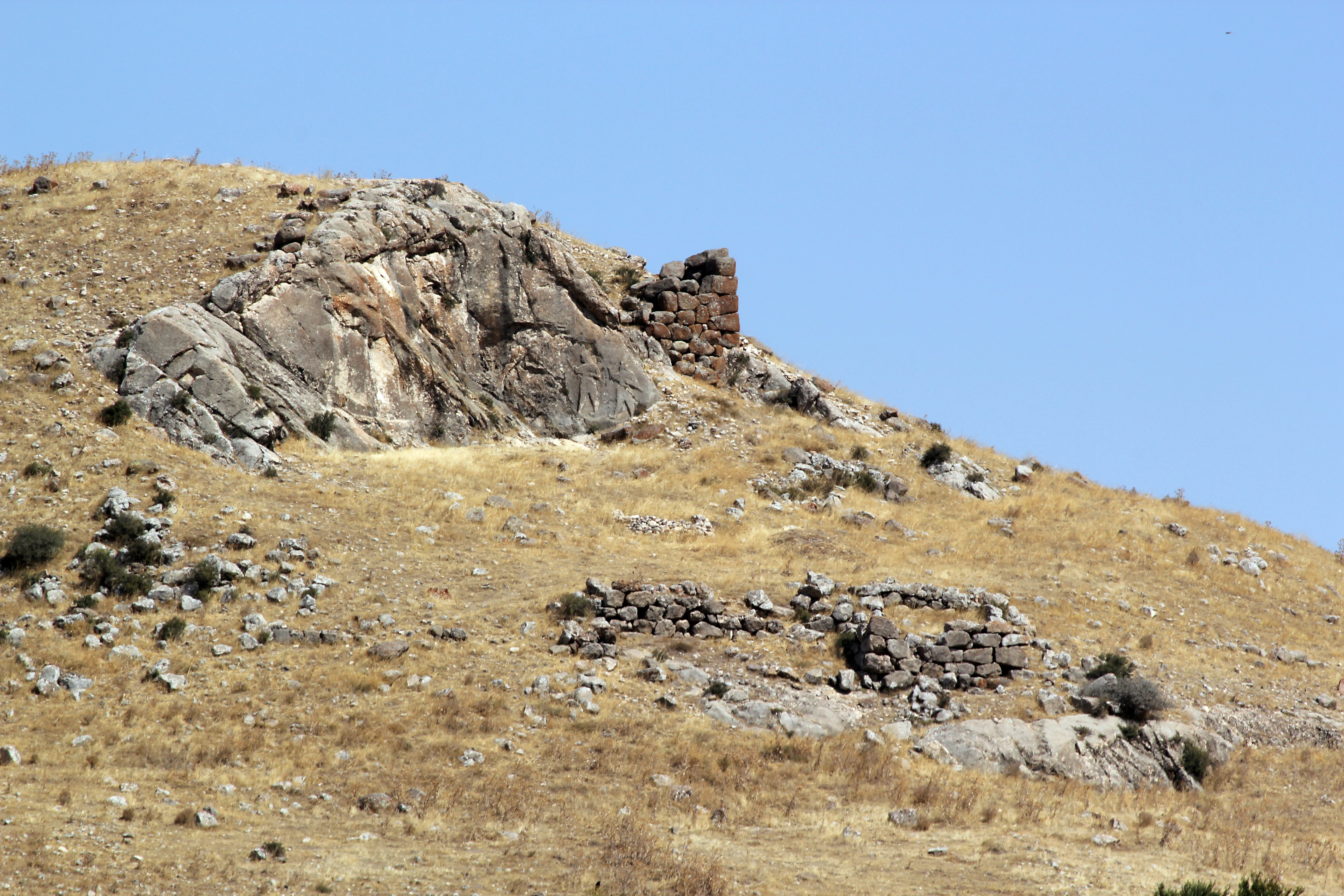
Reliefwand mit anschließender Zyklopenmauer, im Vordergrund weitere Mauerfragmente
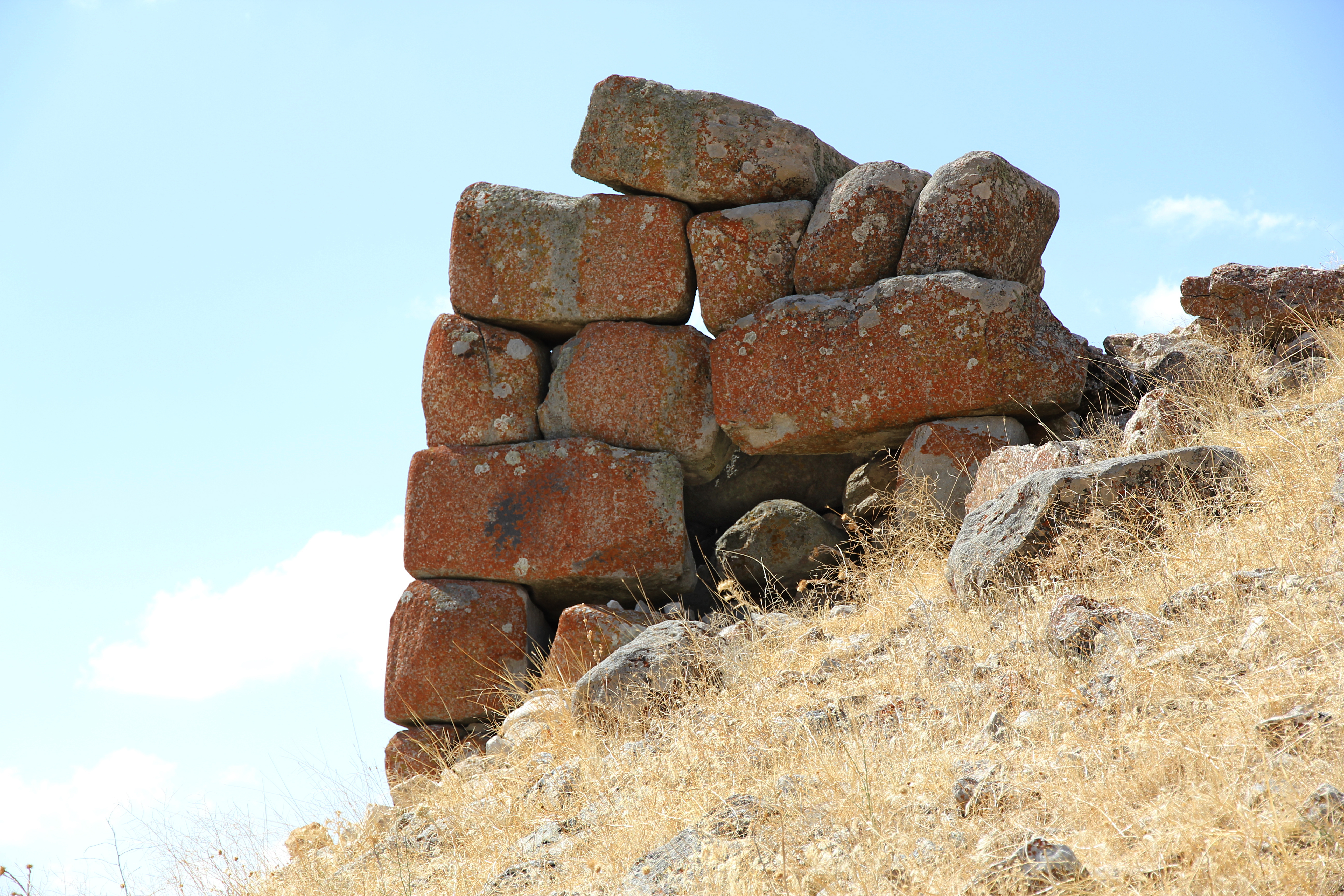
Südostecke des Gipfelplateaus von Osten
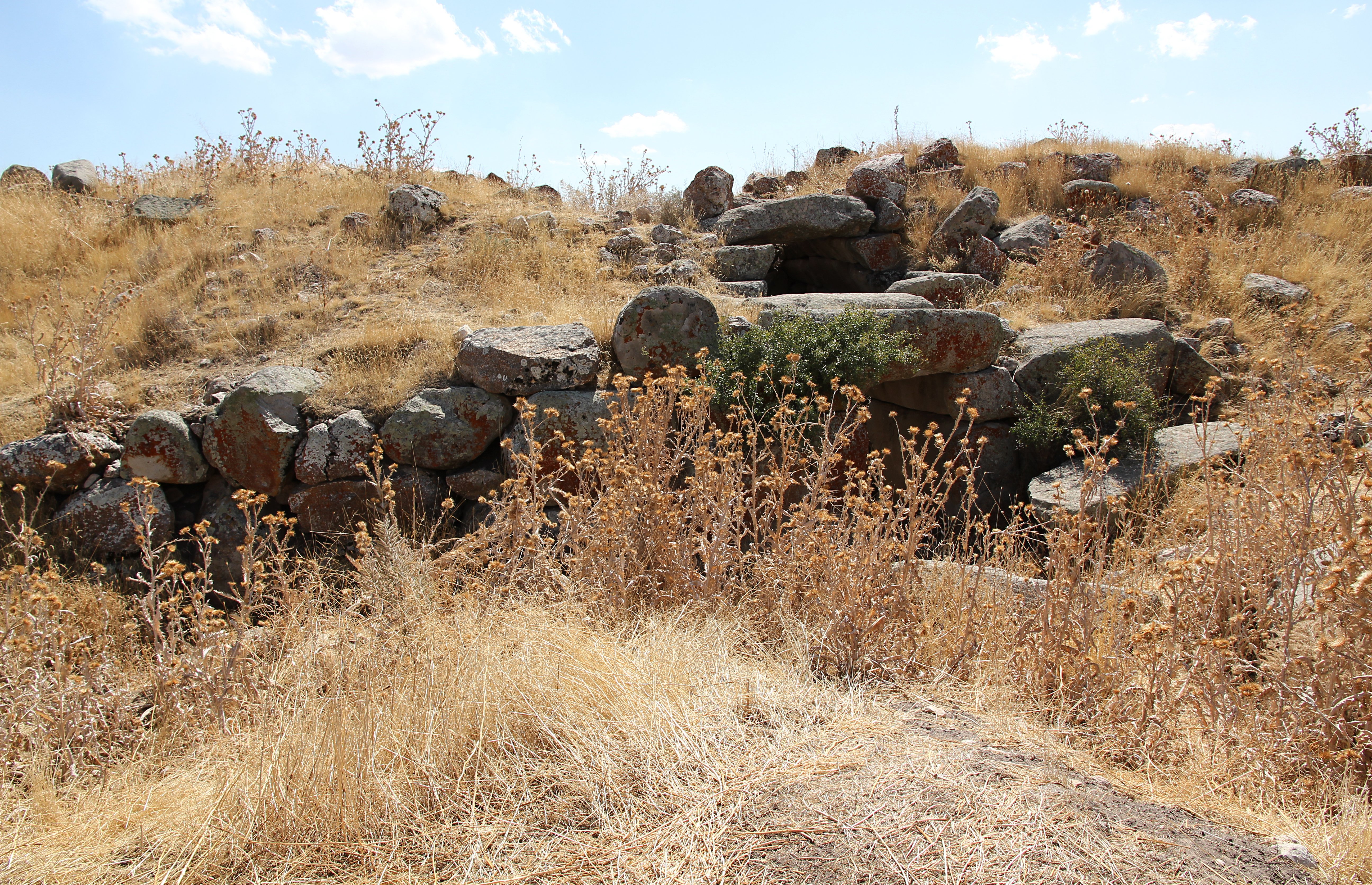
Sogenannte Grabkammer
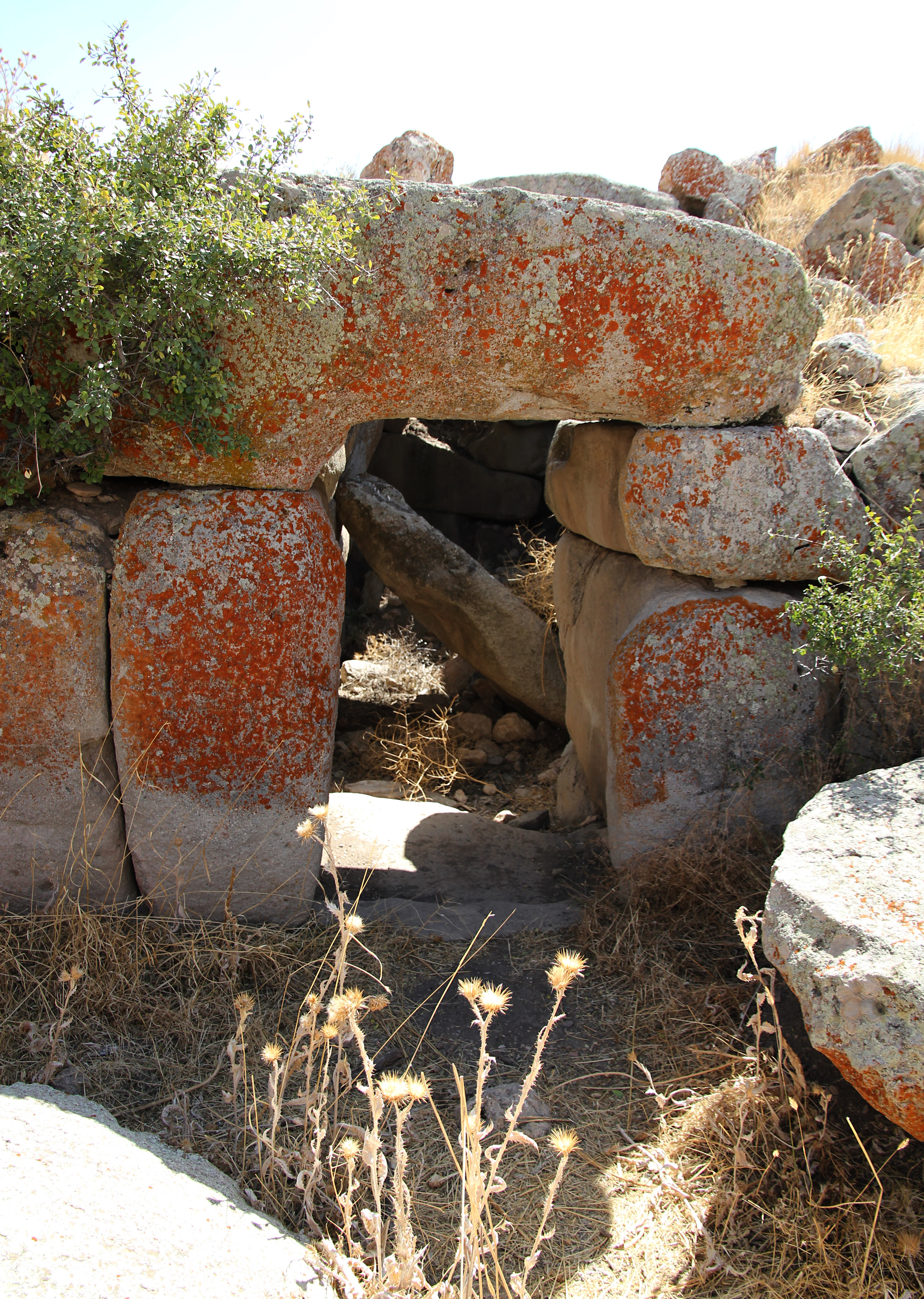
Eingang der Kammer

## Forschungsgeschichte
Die Franzosen Georges Perrot und Edmond Guillaume waren 1861 die ersten westlichen Besucher des Hügels, sie berichteten nur über die beiden männlichen Figuren. Der amerikanische Orientalist Albert T. Olmstead entdeckte 1907/08 das Relief der weiblichen Gottheit, publizierte den Fund jedoch nicht. Erste Ausgrabungen wurden 1930 durch Hans Henning von der Osten und Erich Friedrich Schmidt vom Oriental Institute der University of Chicago durchgeführt. Von der Osten erstellte die erste Planaufnahme des Hügels sowie Rekonstruktionsvorschläge. Kay Kohlmeyer besuchte in den späten 1970er-Jahren den Ort und veröffentlichte eine ausführliche Beschreibung. In den Jahren 1993–1998 führte Stephen Lumsden im Auftrag der Bilkent-Universität in Ankara umfangreiche Surveys und Grabungen auf dem Gavurkale und in der Umgebung durch. Schließlich lieferte Horst Ehringhaus 2005 in seinem Buch über die Felsreliefs der hethitischen Großreichszeit eine weitere Dokumentation der Werke.